# Alina z Forest
Alina z Forest, również: Alena z Dilbeek lub Adelma z Brukseli (ur. ok. 620 roku w Dilbeek, zm. 17 czerwca 640 w Forest) – belgijska dziewica i męczennica, święta Kościoła katolickiego i Cerkwi prawosławnej.

## Żywot
Według tradycji Alina miała być córką wodza pogańskiego – Lewolda i jego żony Hildegardy zarządzających majątkiem Dilbeek niedaleko Brukseli, gdzie przyszła na świat. Były to wówczas tereny misyjne. Alina usłyszawszy o Chrystusie, w tajemnicy przed rodzicami postanowiła przyjąć chrzest. Gdy jej ojciec dowiedział się o jej wierze, rozkazał ją siłą sprowadzić do domu i więzić, aby uniemożliwić jej kontakt z chrześcijanami. Została zraniona przez pilnującego ją strażnika, który, jak mówi legenda, oderwał jej ramię, w wyniku czego zmarła 17 czerwca 640 roku.

## Legenda
Alina miała potajemnie uczestniczyć we mszy, dając rodzicom różne wymówki, jednak pewnej nocy jej ojciec rozkazał strażnikom ją śledzić. Zauważyli oni, jak Alina wchodzi do kaplicy w Forest. Dowiedziawszy się o tym, jej ojciec doszedł do wniosku, że chrześcijanie zaczarowali ją, doprowadzając do jej nawrócenia, więc nakazał jej aresztowanie. Kiedy straż chciała ją pojmać, stawiała opór. Podczas szarpaniny, do której doszło, jeden ze strażników oderwał jej ramię, tym samym zadając ranę, od której Alina zmarła. Po jej śmierci nad zwłokami Aliny pojawił się anioł, który chwycił ramię i zaniósł przed ołtarz w kaplicy, w której często się modliła. Widząc ten cud, rodzice Aliny mieli nawrócić się na chrześcijaństwo.